# Damrong Rajanubhab
Il principe Ditsawarakuman Damrong Rajanubhab (in lingua thai: สมเด็จพระเจ้าบรมวงศ์เธอ พระองค์เจ้าดิศวรกุมาร กรมพระยาดำรงราชานุภาพ) (Bangkok, 21 giugno 1862 – Bangkok, 1º dicembre 1943) è stato un politico, militare e storico siamese.
Fu uno dei protagonisti dei grandi cambiamenti voluti dal fratellastro Chulalongkorn (Rama V), re del Siam (l'odierna Thailandia), che trasformarono il vecchio Stato feudale in un Paese moderno. Uomo di grande cultura, fu assieme ai membri della prestigiosa famiglia Bunnag il più importante tra i consiglieri del sovrano.
Gli fu affidato a soli 25 anni il neonato Dipartimento dell'Istruzione, diventando il fondatore del moderno sistema educativo thailandese. In seguito fu nominato Ministro del Nord (Mahatthai), carica che fu trasformata poi in Ministro dell'Interno, dove fu il responsabile del nuovo sistema amministrativo che rese per la prima volta il Siam uno Stato compiutamente centralizzato. Si distinse anche nel campo dell'archeologia e divenne un apprezzato storico, affermandosi come padre della storiografia moderna nazionale e guida degli intellettuali siamesi del suo tempo, scrivendo oltre 1.000 libri ed articoli di stampa su svariati argomenti. La storiografia più recente gli ha comunque imputato uno stravolgimento della realtà storica a maggior gloria della causa monarchica nazionale.

## Biografia
Nacque come principe Ditsawarakuman (in thai: พระองค์เจ้าดิศวรกุมาร, trascrizione RTGS: Phra Ong Chao Ditsawarakuman); era figlio del sovrano Mongkut (Rama IV) e della consorte minore Chao Chom Manda Chum.

### Le riforme di re Chulalongkorn
Nel 1868 il padre morì, venne nominato re il quindicenne Chulalongkorn, fratellastro di Damrong e figlio della regina consorte Saovabha Bongsri, al quale fu affiancato come reggente il potente ministro Chuang Bunnag.
Il nuovo sovrano, al pari del padre, fu influenzato dall'occidente e nelle sue riforme si ispirò ai modelli europei, soprattutto a quello britannico. Fu incoronato re per la seconda volta al raggiungimento della maggiore età, il 16 novembre 1873, dimostrò subito di possedere grande personalità ed accentrò nelle proprie mani il potere. Per arginare la dilagante influenza della corrotta aristocrazia, promulgò delle leggi che ne limitavano i poteri e che ne scatenarono le ire. L'ostilità dei nobili culminò nella grave crisi del Palazzo Davanti, quando il sovrano neutralizzò il grande potere dell'erede al trono e cugino Vichaicharn, che aveva guidato l'opposizione al re dopo che questi gli aveva decimato le immense rendite.
Malgrado la ribellione di Vichaicharn fosse stata soppressa, lo scontro con l'aristocrazia conservatrice costrinse Rama V a congelare il programma di riforme per oltre un decennio e lo convinse che per riprenderle avrebbe potuto contare esclusivamente sull'appoggio dei propri fratelli, i quali furono educati allo scopo di affiancarlo nella gestione del potere.

### Istruzione
Ditsawarakuman apprese il siamese ed il Pali da istitutori privati e l'inglese alla Scuola Reale da Francis George Patterson. Frequentò per 4 anni la Scuola Reale fondata da Rama V per l'istruzione dei propri fratelli al palazzo reale. Completò l'educazione nel Reggimento dei paggi reali addetti alla guardia del corpo.

### Carriera militare
Divenuto comandante del reggimento a 18 anni, nel 1880 Damrong fu posto a capo delle Guardie Reali e gli vennero affidati altri incarichi di rilievo. Si rese conto della scarsa preparazione con cui uscivano dalla scuola i paggi figli della nobiltà, che erano destinati ad alti incarichi nelle forze armate e nella burocrazia, e nel 1881 fondò la Scuola del roseto del palazzo (Suan Kulap). Negli anni successivi contribuì alla formazione di nuove scuole di addestramento militare e ad ammodernare le forze armate. Nel 1883, come da antica tradizione tuttora rispettata in Thailandia, il principe trascorse un periodo in un monastero, durante il quale maturò la passione per la storia e l'archeologia. Nel 1887 fu nominato vice-comandante in capo del Reale Esercito.

### Capo del Dipartimento dell'Educazione
Tra le prime riforme attuate dopo il congelamento imposto dai conservatori vi fu quella dell'istruzione, che nel Siam aveva fatto dei progressi al tempo di Rama IV, ma le prime vere e proprie scuole furono fondate durante il regno di Rama V. Dopo l'esperienza della scuola di corte e di quelle per militari, vennero fondate anche scuole per i figli dei normali cittadini. Con l'aiuto di specializzati stranieri, nel 1885 fu fondato il Dipartimento dell'Educazione, alla cui guida fu posto il principe Damrong Rajanubhab. Nel 1887, il dipartimento divenne un'istituzione autonoma in ambito governativo e contava su 34 scuole, oltre 80 insegnanti e circa 2.000 studenti.
Nel 1891, il principe Damrong fu mandato in Europa per studiare le più moderne forme di istruzione e di organizzazione governativa. Nel 1892 il dipartimento fu trasformato nel Ministero dell'Istruzione, e quando tutti pensavano che il dicastero sarebbe stato assegnato a Damrong, Rama V prese atto dell'abilità del fratellastro e lo spostò ad un incarico ben più importante, la riorganizzazione del sistema amministrativo con la prestigiosa carica di Ministro del Nord (Mahatthai).

### Ministro dell'Interno e riforma amministrativa
L'amministrazione del Siam era stata fino ad allora demandata ai governatori delle province, degli aristocratici locali che si erano distinti nelle loro zone o sovrani di città-Stato che erano entrate nella sfera d'influenza del Siam. Secondo il vecchio sistema mandala, a tali governatori era accordato un ampio grado di autonomia e di poteri decisionali in ambito provinciale. L'ultima riforma amministrativa di una certa importanza risaliva ai tempi di re Trailokanat, che nella prima metà del XV secolo aveva istituito la carica di Mahatthai assegnandogli il compito di riorganizzare il Paese in alcuni ambiti, tra i quali quelli delle finanze e dell'agricoltura. Questa importante riforma non aveva però sradicato la supremazia politica dei clan locali.
Il principe affrontò l'enorme responsabilità che Rama V gli aveva affidato cominciando con viaggiare fino alle province più remote, studiandone il funzionamento, i problemi che le affliggevano e i margini esistenti per l'introduzione di un sistema alternativo. Si rese conto di quanto i governatori si fossero arricchiti approfittando della propria carica e degli alti livelli di corruzione e di ingiustizia che gravavano sulle province.
La riorganizzazione concepita da Damrong fu radicale, le circa 100 province allora esistenti furono declassate e al loro posto furono create 14 circoscrizioni, chiamate monthon. Al vertice di ogni monthon furono posti commissari nominati dal re, solitamente fratelli o cugini di cui si fidava, coadiuvati da ufficiali di fresca nomina e di moderna educazione. Tra i compiti dei nuovi amministratori vi furono la riscossione delle tasse, il controllo delle concessioni per lo sfruttamento delle risorse naturali, la gestione dell'istruzione pubblica e l'introduzione di nuove leggi. Nel 1894, il Ministero del Nord fu ribattezzato Ministero dell'Interno.
Il sistema dei monthon sarebbe rimasto in vigore fino al 1933, quando fu introdotto un nuovo sistema che restituì importanza e poteri alle province, dopo che la rivoluzione siamese del 1932 aveva costretto il re a concedere la costituzione. Tale evento relegò la monarchia siamese in una posizione subalterna rispetto alle gerarchie militari.

### Colonialismo europeo in Indocina
Le profonde riforme ideate da Rama V e Damrong trovarono ostacoli sia all'interno del Paese che all'esterno, in particolar modo dalla Francia, che in quel periodo interferiva sugli affari interni siamesi, cercando di inserire il Paese nell'Indocina francese, che aveva a quel tempo già colonizzato i territori degli odierni Vietnam, Laos e Cambogia. In particolare, i francesi avevano sottratto alla suzerainty siamese i tre regni laotiani, con la guerra franco-siamese del 1893, e la maggior parte dei territori di quello cambogiano.
Nacque così l'esigenza di avere dei giuristi di statura internazionale come consiglieri del re per arginare il dilagante imperialismo europeo nel Sud-est asiatico. A Damrong fu affidato il compito di cercarne e, durante un viaggio in Egitto nel 1891, entrò in contatto con il famoso giurista belga Gustave Rolin-Jaequemyns, che accettò la sostanziosa offerta fattagli per prestare i suoi servizi legali in Siam. Nei nove anni trascorsi a Bangkok, il belga contribuì a riformare le leggi siamesi e a far rispettare le leggi del diritto internazionale ai Paesi colonialisti che cercavano di sottomettere il Siam. Quando se ne andò nel 1901, al suo posto furono presi giuristi statunitensi laureatisi alla Harvard Law School.

### Gli ultimi anni
Dopo la morte di re Chulalongkorn nel 1910, i rapporti con il successore Vajiravudh (Rama VI, regno dal 1910 al 1925) non furono buoni e Damrong rassegnò le dimissioni da ministro dell'Interno nel 1915, motivandole con problemi di salute. Nel periodo successivo coltivò la propria passione per la storia e l'archeologia, che gli impegni di governo gli avevano impedito di approfondire.
Molto migliori furono i rapporti con re Prajadhipok (Rama VII, regno dal 1925 al 1935), al quale consigliò di fondare il Reale istituto del Siam, di cui fu il primo presidente. L'istituto nacque principalmente per gestire la Biblioteca Nazionale e i musei. Per i servizi offerti al Paese, Rama VII lo insignì del titolo Somdet Phra Chao Borommawong Thoe Krom Phraya Damrong Rajanubhab con il quale sarebbe in seguito stato conosciuto.
Negli anni successivi si concentrò a scrivere libri, soprattutto di storia, diventando uno dei fondatori della storiografia moderna thailandese. Diede un grande contributo allo sviluppo della Biblioteca Nazionale e del Museo Nazionale di Bangkok, dei quali fu il presidente per lunghi anni. Fu consigliere e guida del diplomatico e storico britannico W. A. R. Wood per la stesura di A History of Siam, che a inizio Novecento era il più completo saggio storico sul Siam scritto in lingua non originale.
Dopo la rivoluzione siamese del 1932, che costrinse Rama VII a concedere la Costituzione e a porre fine alla monarchia assoluta nel Siam, il principe Damrong andò in esilio a Penang, in Malaysia. Durante gli anni trascorsi a Penang, il principe approfondì ulteriormente la propria conoscenza della storia e dell'archeologia siamese. Nel 1942 gli fu concesso di tornare in patria e l'anno successivo morì a Bangkok.

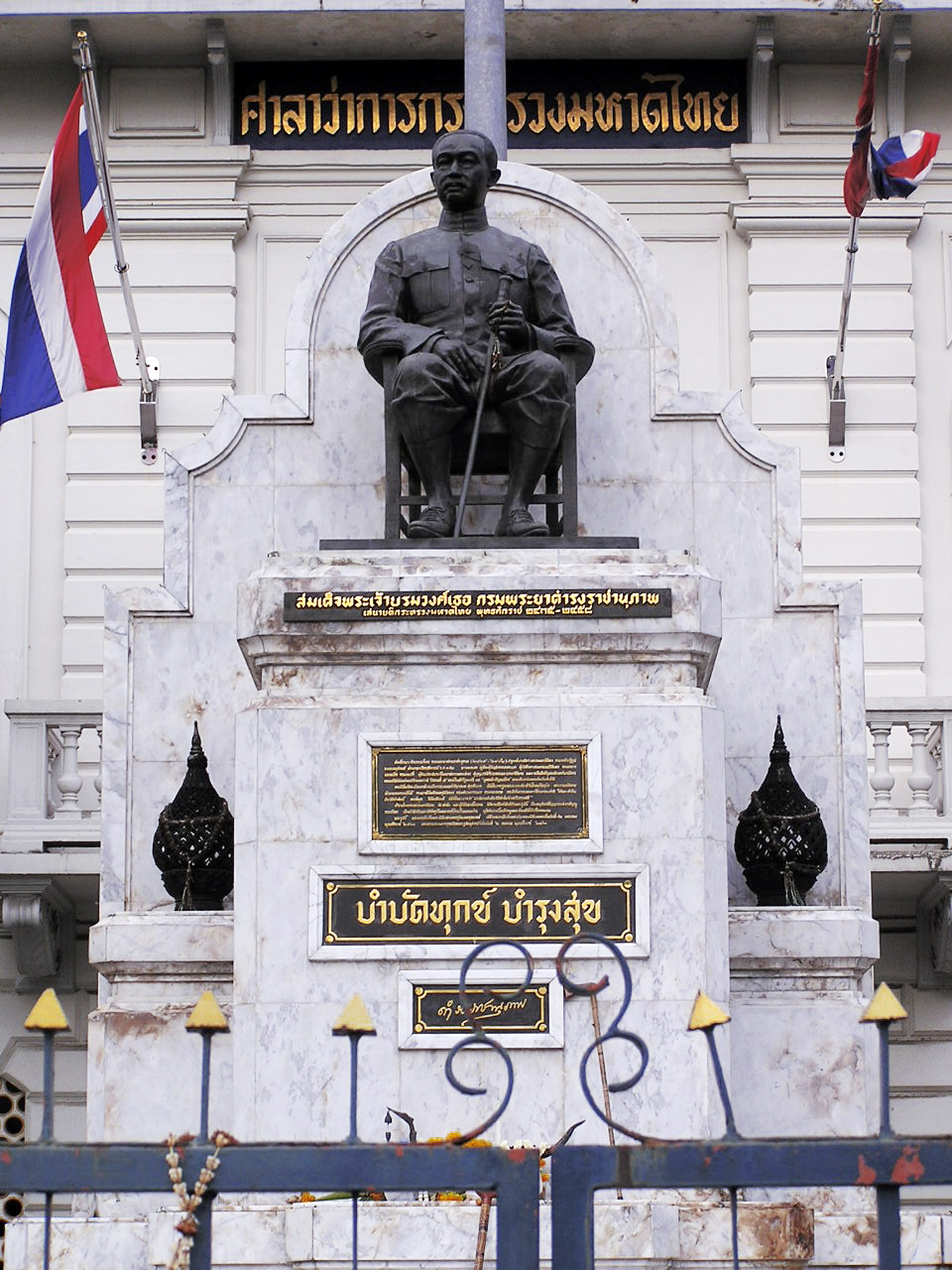
Monumento al principe Damrong Rajanubhab

## Riconoscimenti e critiche
Il principe Damrong è considerato il padre della moderna storiografia thailandese, del sistema educativo nazionale, del sistema sanitario nazionale (a quei tempi inquadrato nel Ministero dell'Interno) e dell'amministrazione provinciale. Nel 1962, centenario della sua nascita, divenne il primo thailandese ad essere incluso dall'UNESCO nella lista delle personalità mondiali che si sono maggiormente distinte. Per onorare la sua memoria, il 28 novembre 2001 il governo ha decretato che il 1º dicembre diventasse il "giorno di Damrong Rajanubhab". Ai suoi discendenti è riservato il cognome reale Disakul.
A partire dagli anni sessanta del XX secolo, storiografi più moderni hanno individuato nelle opere di Damrong un eccessivo asservimento alla causa della monarchia thai a discapito della realtà storica. Anche le cronache precedenti degli Stati che si erano formati sul suolo thai erano comunque improntati sulla glorificazione delle monarchie che li reggevano. I libri di testo che Damrong impose alle scuole siamesi furono a loro volta caratterizzati da eccessivi elogi delle dinastie siamesi nel quadro del processo di thaificazione delle minoranze etniche che sarebbe continuato nei decenni successivi alla sua scomparsa.

## Opere
Alcuni tra gli oltre 1.000 libri ed articoli scritti dal principe sono stati tradotti in inglese, tra i quali:
- Our Wars with the Burmese: Thai-Burmese Conflict 1539–1767, ISBN 974-7534-58-4
- Journey through Burma in 1936: A View of the Culture, History and Institutions, ISBN 974-8358-85-2
- The Foundation of Ayuthia, articolo su Journal of the Siam Society